# 小行星7194
小行星7194（英語：7194 Susanrose）是一颗围绕太阳公转的小行星。1993年9月18日，亨利·E·霍爾特在帕洛马山发现了此天体。
这颗小行星的绝对星等为160.5590586159584等。